# Kolerakyrkogården, Skanstull

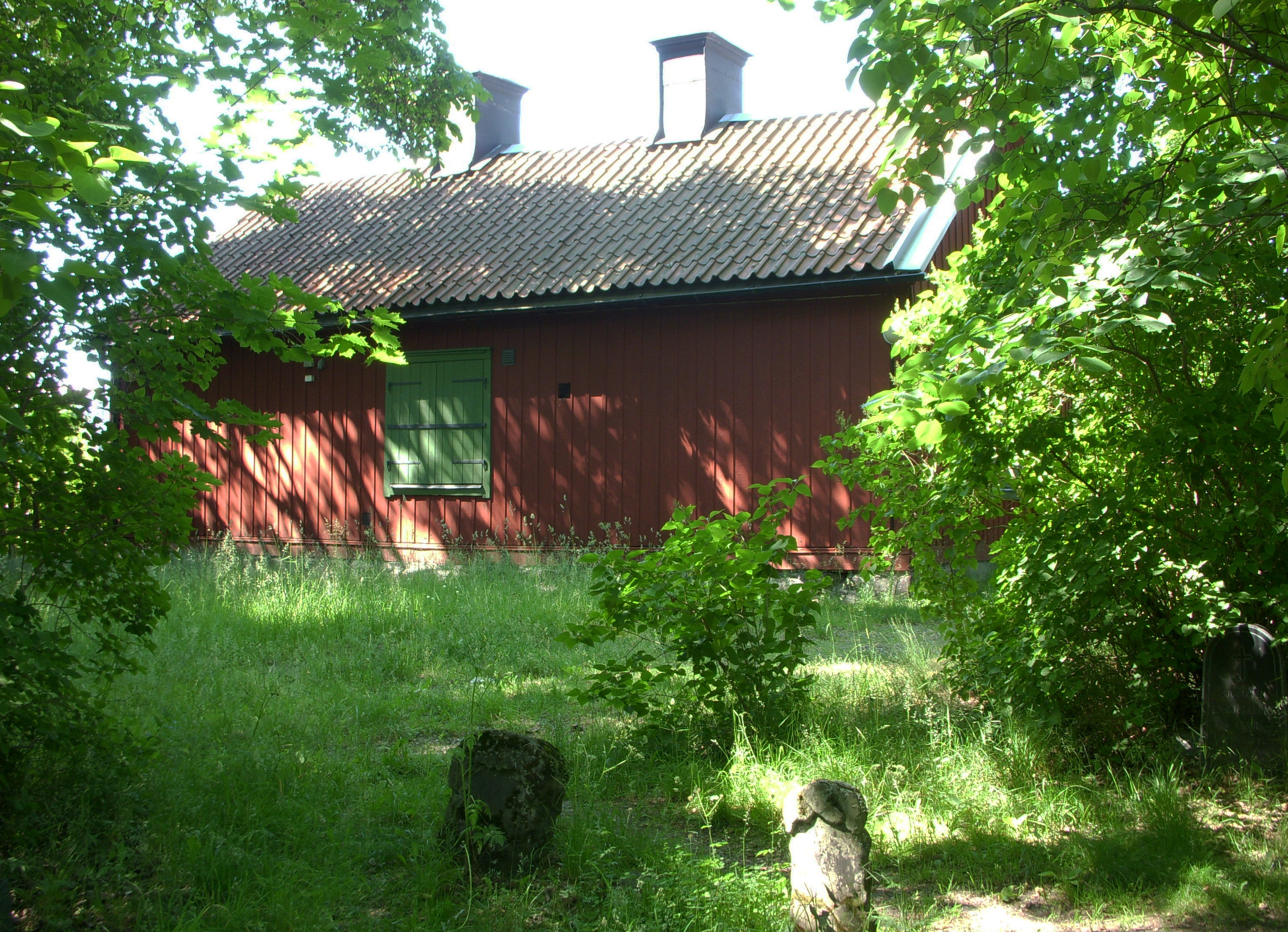
Dödgrävarbostället från 1832, foto juni 2009.

Kolerakyrkogården var en kolerakyrkogård i närheten av Skanstull i Stockholm som användes under åren 1809 till 1901. Här begravdes många offer från Stockholms båda koleraepidemier 1834 och 1853 – därav namnet. Kolerakyrkogården är numera en av Stockholms parker längs med Olaus Magnus väg och gatan Hammarbybacken med läge öster om Gullmarsplan i Johanneshov.

## Historik

### Kyrkogården

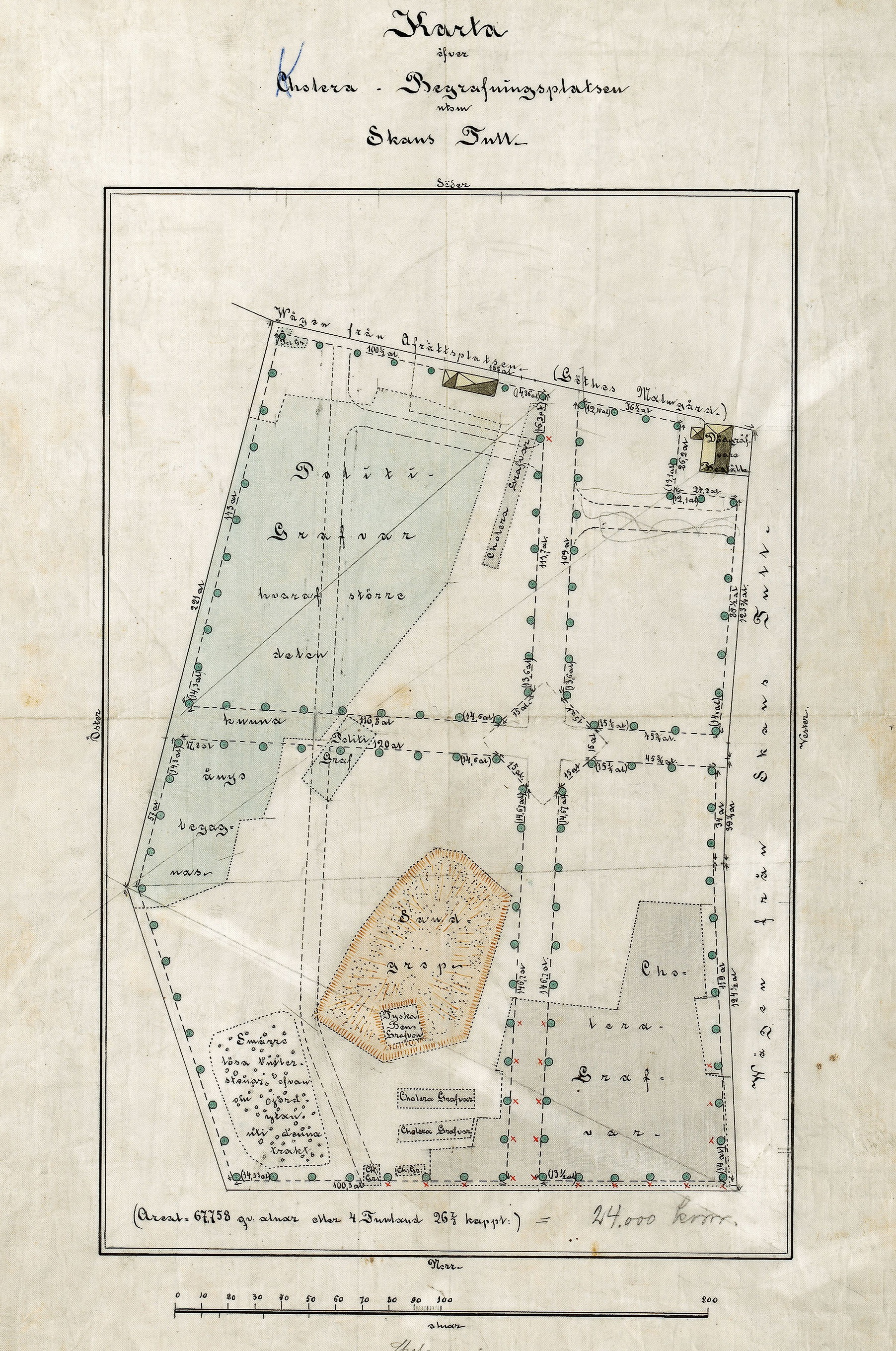
Historisk karta från 1836 över "Cholera - Begrafningsplatsen Skans Tull"
(norr är nedåt).

Kyrkogården vid Skanstull anlades år 1808 och invigdes 1809, då det fanns ett akut behov av fler gravplatser i och utanför Stockholm. Stockholms befolkning växte och sjukdomar härjade. Sverige låg i krig med Ryssland och Danmark och av de 30 000 värnpliktiga som var inkallade avled många av den så kallade lantvärnssjukan (rödsot, nervfeber och liknande). Kyrkogården fick namnet lantvärnskyrkogården, men bytte senare namn till kolerakyrkogården under  koleraepidemin 1834.På kyrkogården vid Skanstull begravdes huvudsakligen fattiga och s.k. politilik, alltså människor som hade omkommit i arrester eller oidentifierade upphittade lik. Till en början fann här även stupade soldater från Finska kriget mot Ryssland sin sista vila. 
Efter freden 1809 och under de följande 25 åren användes begravningsplatsen i sitt ursprungliga syfte för begravning av politelik. Dessa gravar samlades i den sydöstra delen av kyrkogården.
År 1831 väntades en koleraepidemi till Stockholm och särskilda begravningsplatser förbereddes. På Skanstulls kyrkogård byggdes ett dödgrävarboställe (se nedan), man planterade mer lövträd och området inhägnades. Under två månader från 27 augusti till 17 oktober 1834 (inte 1843 som det står på stadens officiella skylt) drabbades Stockholm av den första koleraepidemin. På Södermalm dog omkring 1 000 personer. På nätterna kom hästdragna kärror med lik hit till kyrkogården. Då sattes upp till 16 kistor ner i varje grav. I denna epidemi dog 3 665 människor. När sjukdomen var över användes begravningsplatsen åter igen för fattiga och okända. År  1853 återkom koleran med en ny epidemi som skördade 2875 dödsoffer. Gravplatserna för de koleradöda samlades i den nordvästra delen av kyrkogården.
Mellan åren 1860 och 1895 användes Kolerakyrkogården som en vanlig begravningsplats för allmänheten. I samband med att Sandsborgskyrkogården anlades 1895 minskade gravsättningen vid Skanstull och upphörde helt 1901. År 1917 övertog stadens byggnadskontor Kolerakyrkogården från kyrkan. År 1947 flyttades de kvarvarande gravstenarna till områdets sydvästra hörn, intill dödgrävarbostället; här återfinns förvånande många gravstenar för barn. År 1997 rustades parken och begravningsplatsen upp genom att gångvägssystemet restaurerades, belysningen förbättrades och fler parkbänkar uppsattes.

### Dödgrävarbostället
I södra delen av kyrkogården finns två historiska byggnader som hörde till verksamheten: dels dödgrävarbostället och ett tidigare uthus med förråd och avträde. Dödgrävarens lilla bostadshus som står här idag uppfördes 1832. Innan dess fanns ett boställe som ersattes. Det nya bostället finns inritat på en situationsplan över kyrkogården från 1836 och hade då en mindre utbyggnad mot öster.
Från och med 1859 och femton år framåt innehades befattningen som dödgrävare av änkan Anna Hedvig Nessen. I ersättning fick hon fri bostad och en årlig betalning av 150 riksdaler, vilket  höjdes till 200 riksdaler det sista året. Efter henne övertog hennes båda vuxna barn befattningen på samma villkor.
Byggnadens plan motsvarar parstugans, alltså förstuga, kök, kammare och ”finrum”. Planlösningen är fortfarande den ursprungliga utom att köket ligger numera i kammaren och ett toalettrum byggts ut i ena gavelrummet, tillgängligt från köket. Under husets mittparti finns en källare. Fasaderna är klädda med rödmålad locklistpanel. Fönster- och dörrsnickerier samt fönsterluckorna är grönmålade. Bebyggelsen med fastighetsbeteckningen Bostället 1 ägs av AB Stadsholmen och är grönmärkt av Stadsmuseet i Stockholm vilket innebär ”särskilt värdefull från historisk, kulturhistorisk, miljömässig eller konstnärlig synpunkt”.

## Bilder

Parken
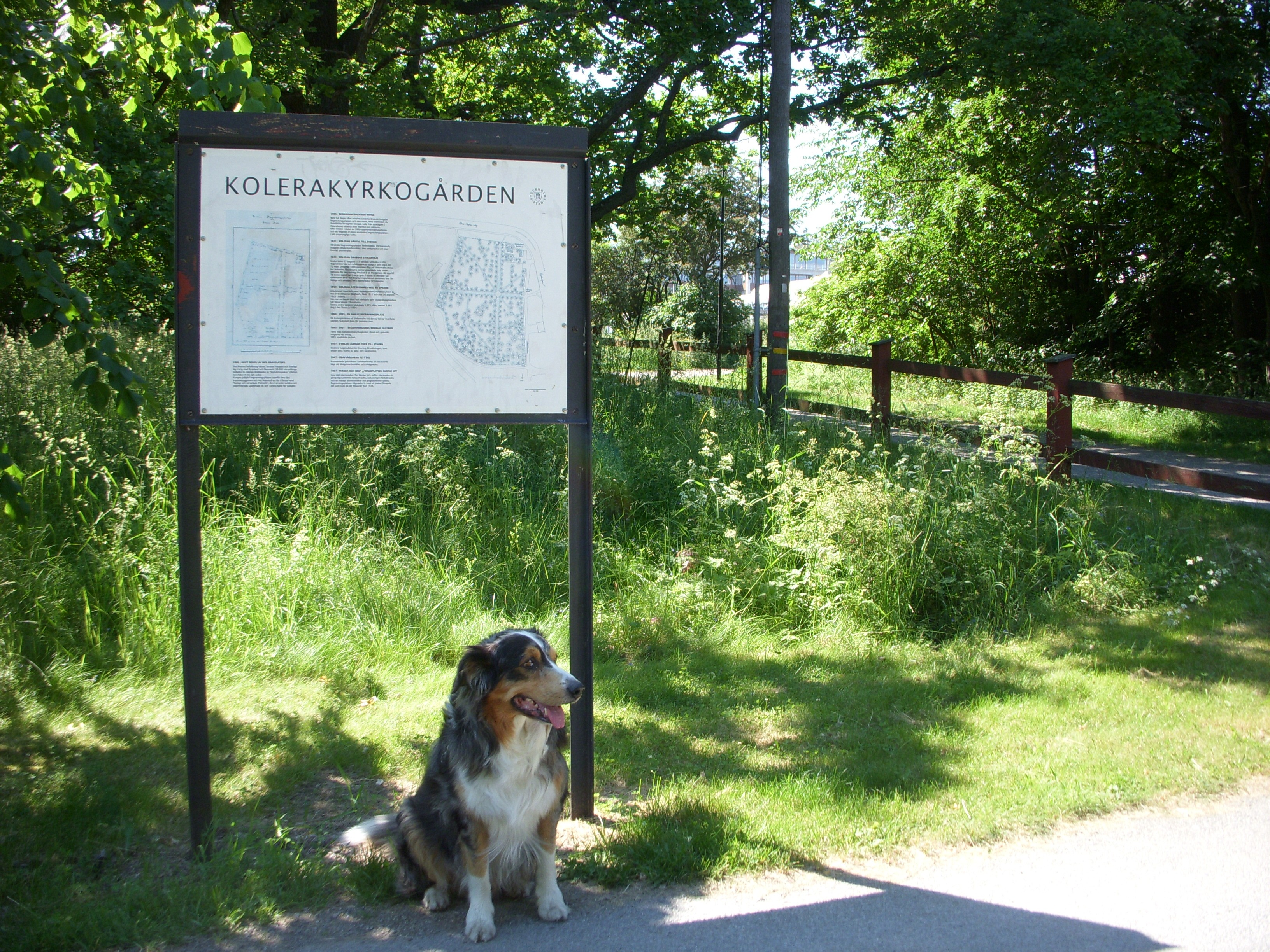
Infotavla i parken
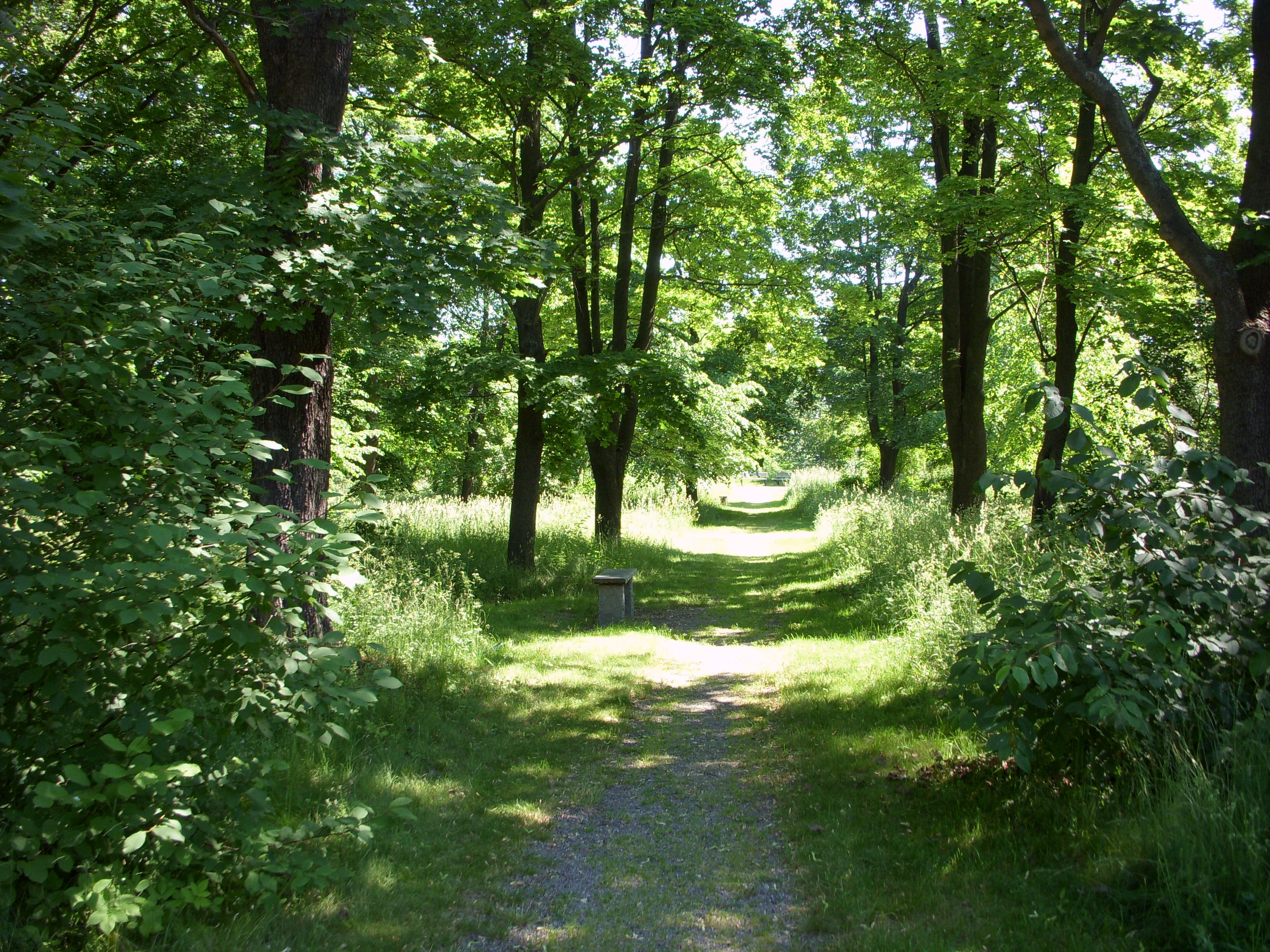
Parkväg
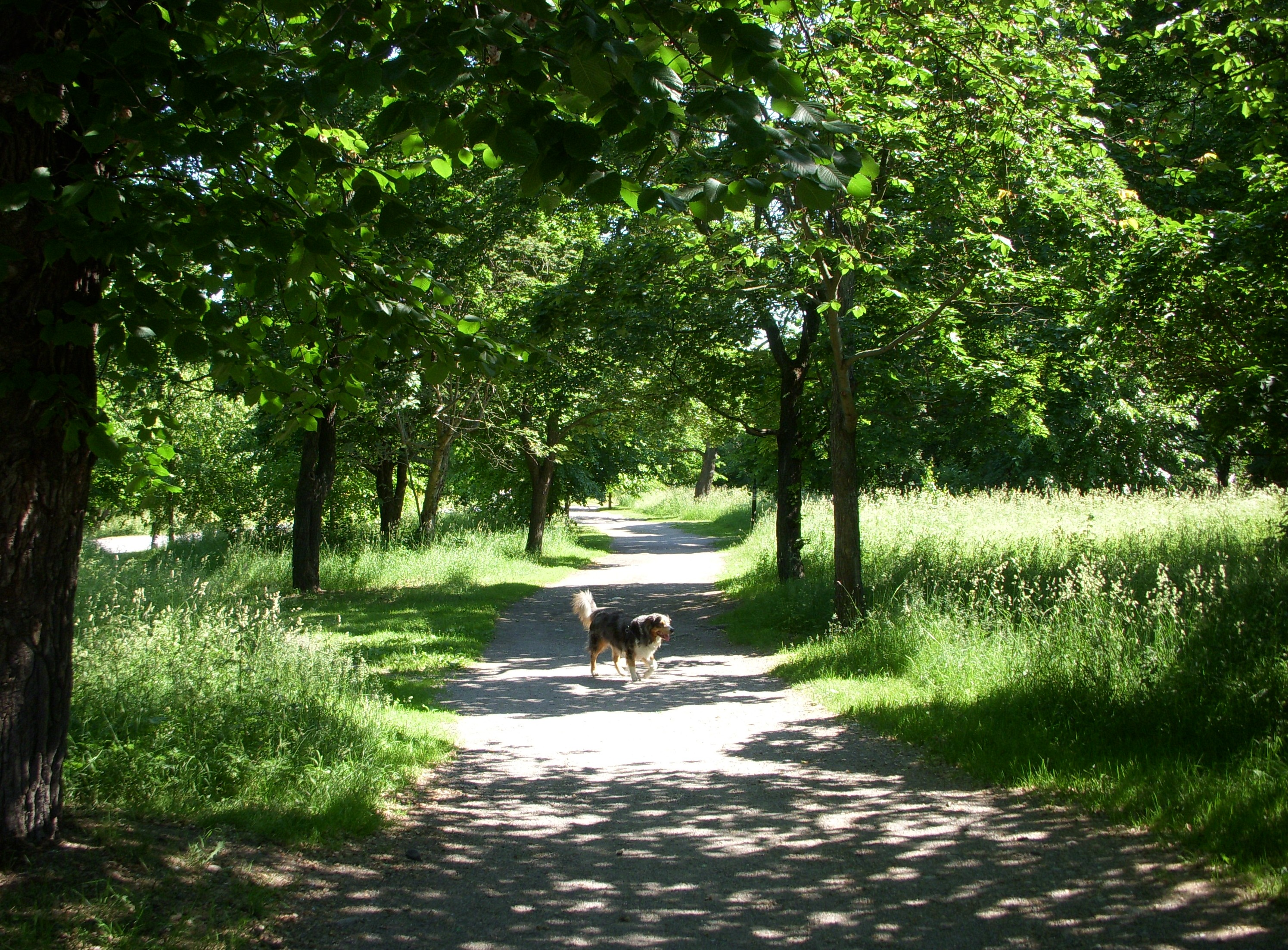
Parkväg
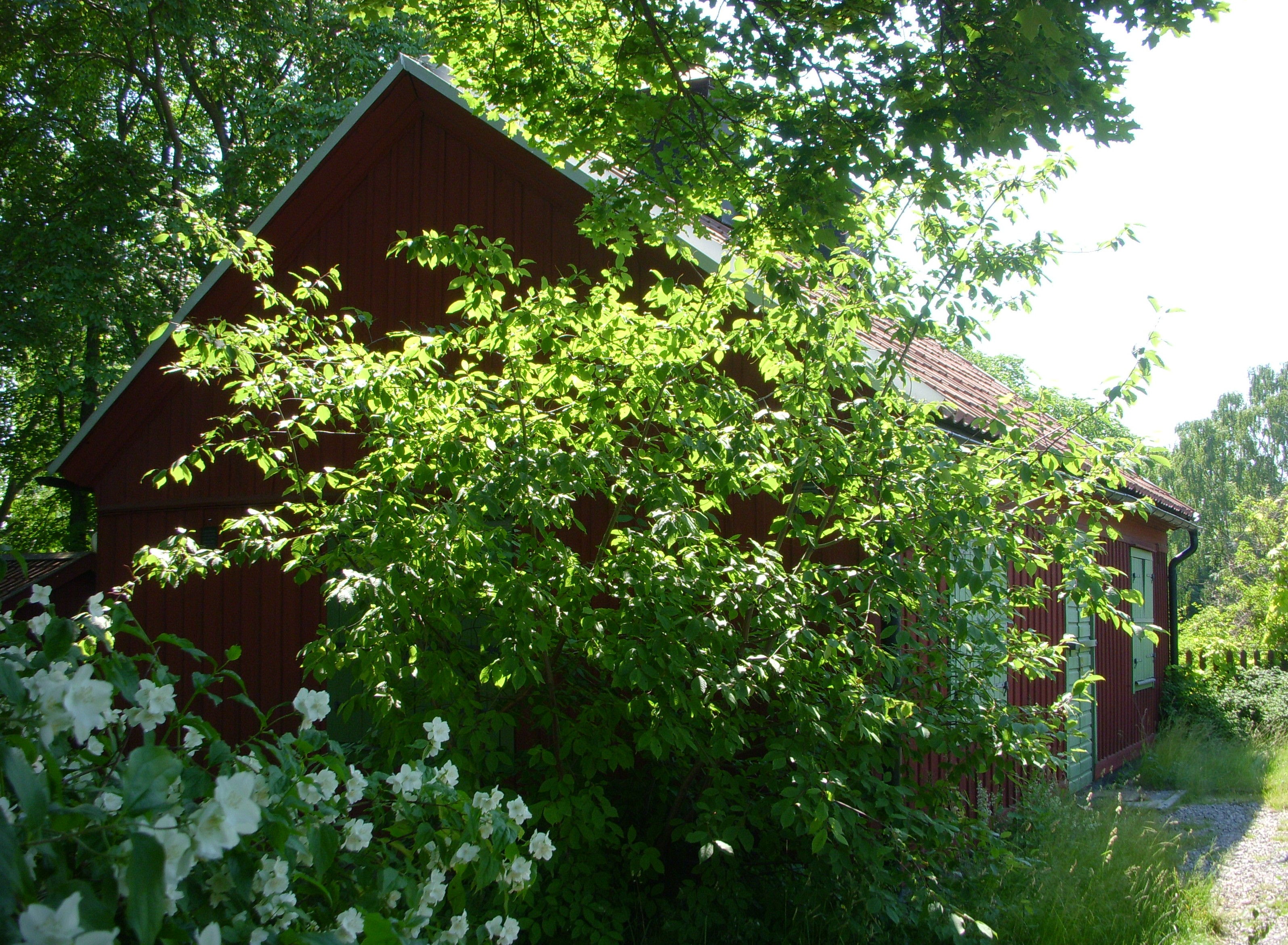
Dödgrävarbostället

Gravstenar (urval)
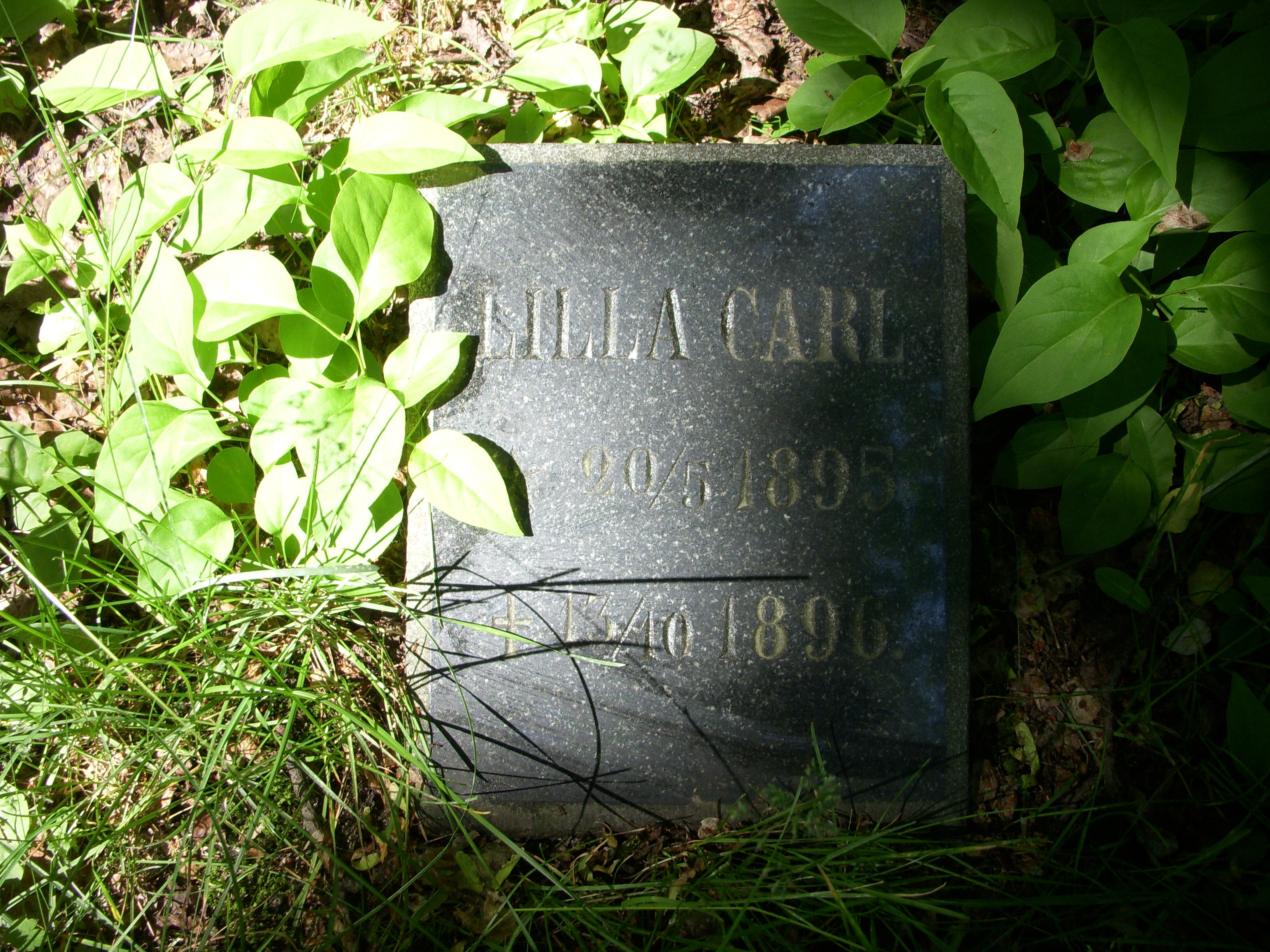
"Lilla Carl"
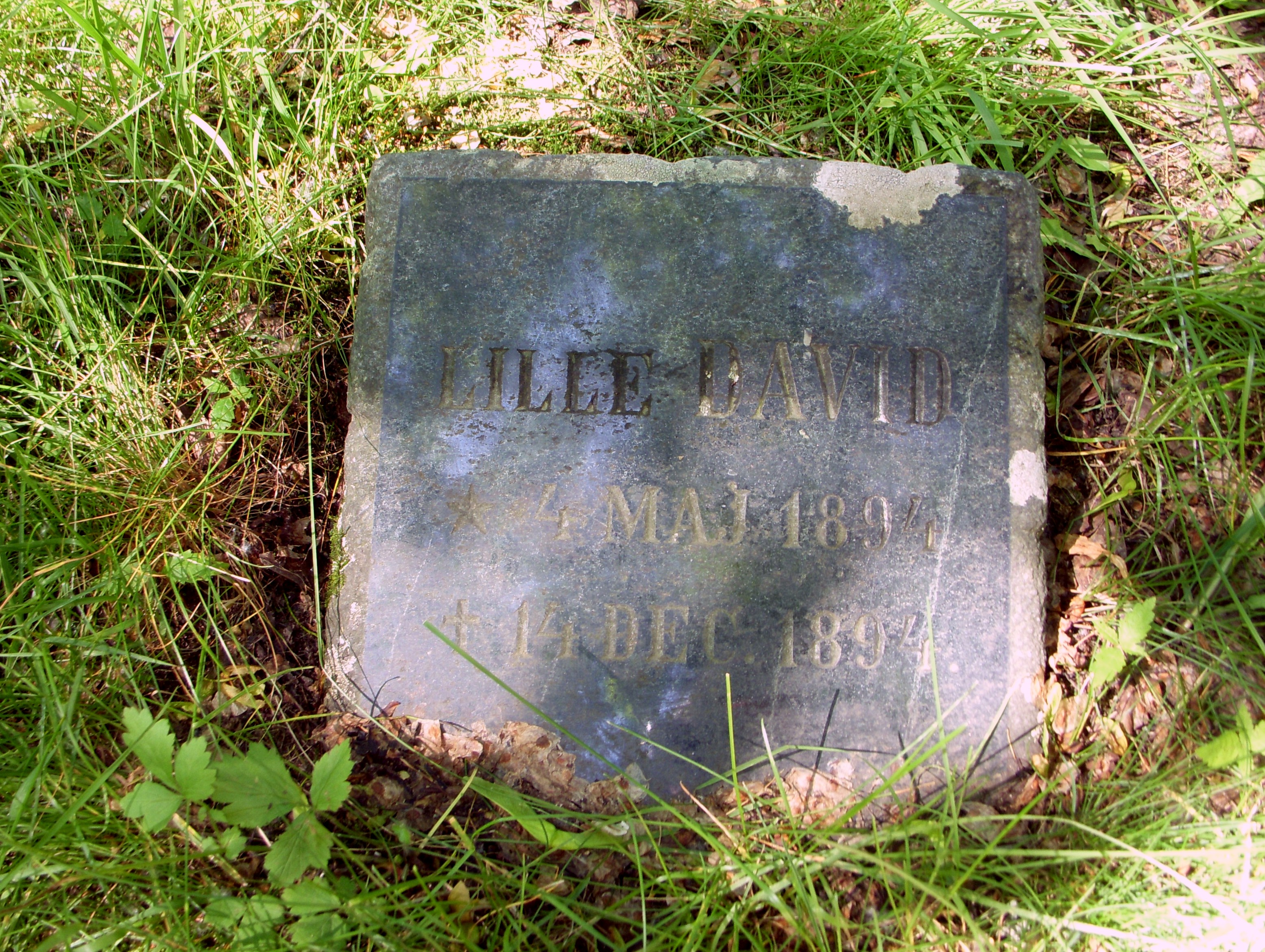
"Lille David"
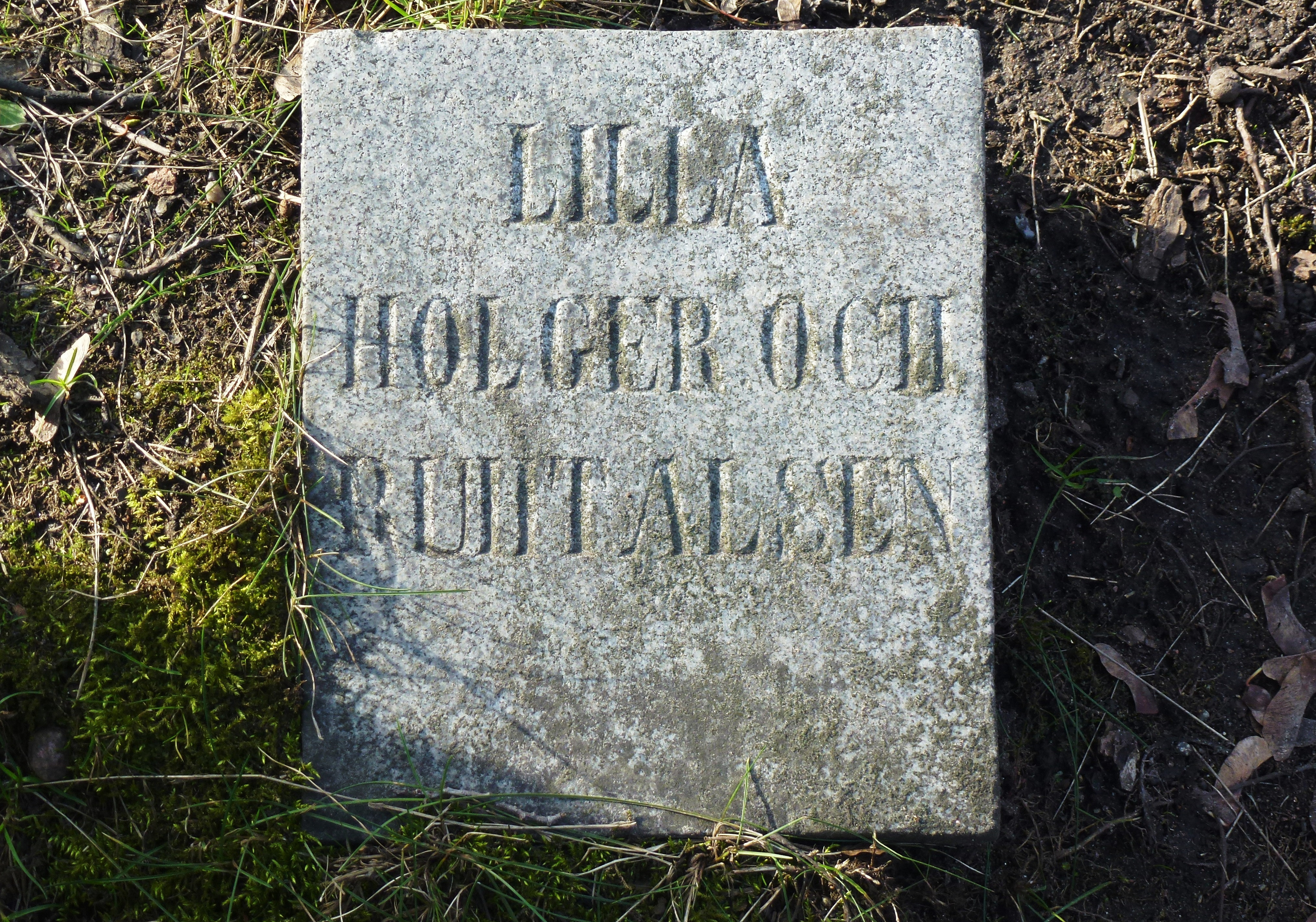
"Lilla Holger och Ruth"
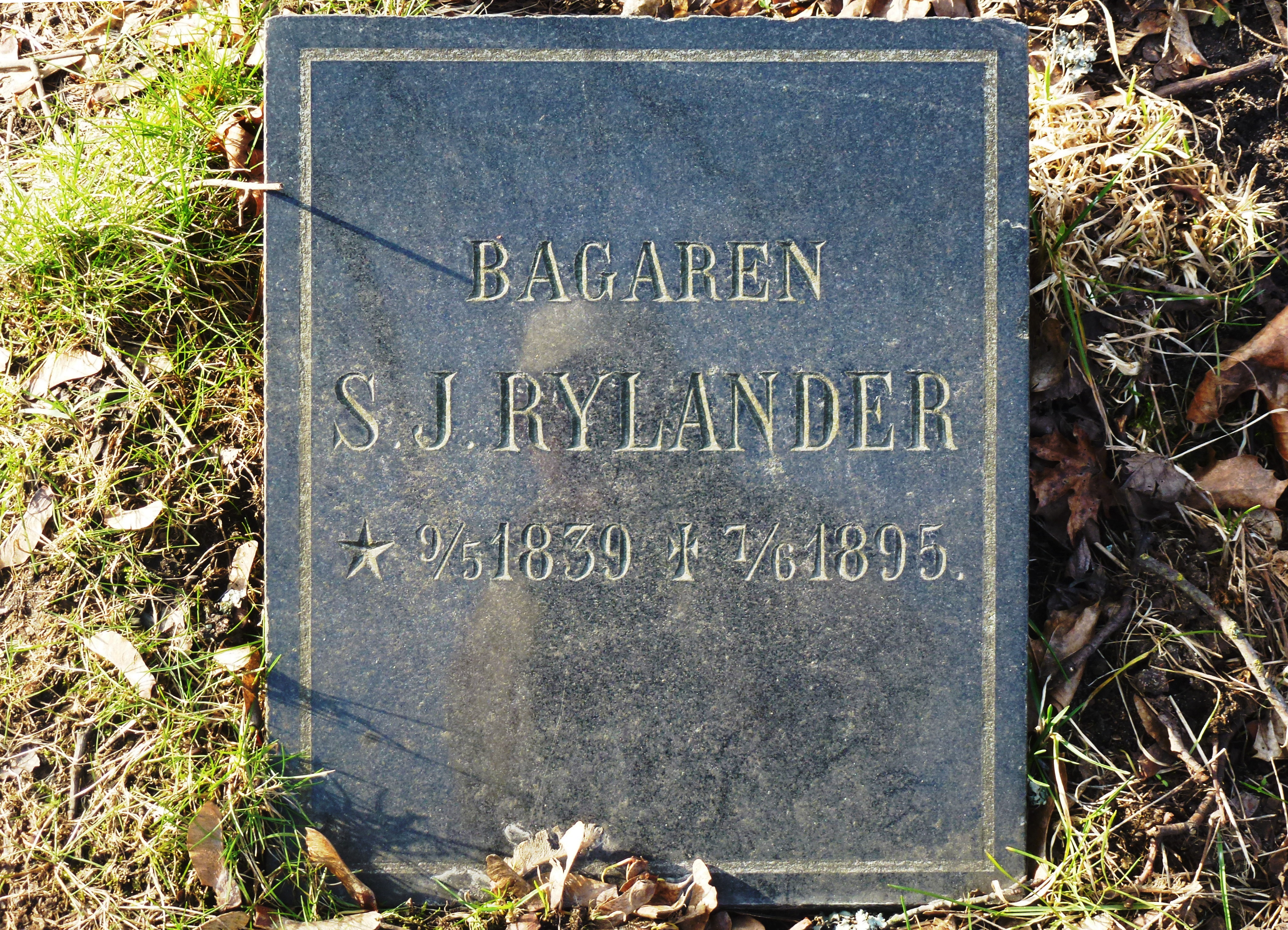
Bagaren S.J. Rylander